# Inkerman
Inkerman (Nga: Інкерман) là một thành phố của Nga. Thành phố này thuộc tỉnh Sevastopol. Thành phố này có diện tích ? km², dân số theo điều tra dân số năm 2001 là 10.628 người.